# Mapanas
Mapanas è una municipalità di quinta classe delle Filippine, situata nella Provincia di Northern Samar, nella regione di Visayas Orientale.
Mapanas è formata da 13 baranggay:
- Burgos
- Del Norte (Pob.)
- Del Sur (Pob.)
- E. Laodenio
- Jubasan
- Magsaysay
- Magtaon
- Manaybanay
- Naparasan
- Quezon
- San Jose
- Santa Potenciana (Pob.)
- Siljagon